# Брат і сестра (грецька казка)
«Брат і сестра» — грецька казка, записана Георгіосом А. Мегасом у «Народних казках Греції».:54
За класифікацією Аарне — Томпсона тип 403A, «Бажання».:225

## Сюжет
Брат і сестра були бідні. Одного разу, коли брат заробив грошей на сардини, він дав їх сестрі, щоб вона приготувала їм вечерю. Згодом до них додому прийшли три жінки і попросилися відпочити. Сестра впустила їх і дала їм сардини. І жінки сказали їй, що коли вона розчісуватиме волосся, то з нього сипатимуться перли, коли митиме руки, то тазик наповнюватиметься рибою, коли витиратиме руки, то рушник наповнюватиметься квітами. Таким чином, чи могла вона дати братові кефаль замість сардин. Він зажадав дізнатися, як вона це зробила, але був задоволений, коли вона розповіла йому. Тоді він пішов продавати перли, але його привели до короля, бо вважали, що він вкрав перли. Він розповів королю свою історію, і король вирішив одружитися з його сестрою.
Брат повернувся за сестрою, щоб забрати її. Коли вони були на кораблі, то зустріли циганку; сестра розповіла їй, що вони роблять, і циганка перетворила її на пташку, встромивши їй у голову шпильку, щоб вона зайняла її місце, але вона не могла робити нічого з того, що могла робити сестра. Король розлютився, кинув брата до в'язниці, а циганку відправив наглядати за індиками.
Сестра, наче пташка, прилетіла в королівський сад і заспівала про свою історію. Наступного дня король розставив клітки, щоб зловити її. Коли її спіймали, він погладив її, знайшов шпильку і витягнув її. Сестра прийняла свою власну форму і показала, що вона може робити те, що сказав її брат. Король звільнив її брата, одружився з нею, а циганку розірвали на шматки.